# A Tangled Affair
A Tangled Affair é um filme de comédia dos Estados Unidos de 1913, estrelado por Mabel Normand. O filme mudo foi dirigido por Henry Lehrman e Mack Sennett.